# Felső-Wahlenberg-tó
A Felső-Wahlenberg-tó (szlovákulVyšné Wahlenbergovo pleso) a Magas-Tátra déli, szlovák részén fekvő tó.
Csaknem teljesen kitölti a Furkota-völgy legfelső katlanát, a Furkota-csúcs és az Osztra alatt található 2057 m tengerszint feletti magasságban. Ez a második legmagasabban fekvő tátrai tó, az év nagy részében jég borítja. Területe 5,18 hektár, legnagyobb mélysége 20 m.
Az Alsó- és Felső-Furkota-tó gyűjtőneve: Furkota-tavak vagy Furkotai-tavak. Nevét (nevüket) a Furkota-völgyben elfoglalt helyzetük szerint kapta (kapták). Amíg a Wahlenberg-tavak nem kapták meg mai nevüket, a Furkota-tavakat Alsó-Furkota-tavaknak, a mai Wahlenberg-tavakat pedig Felső-Furkota-tavaknak nevezték. Kolbenheyer Károly a Magyarországi Kárpát Egyesület (MKE) 1880-as Évkönyvében Negyedik-Furkota-tóként említi. Mai nevét Göran Wahlenberg (1780–1851) svéd orvos és botanikus tiszteletére kapta.